# Le Pillage de l'Europe
Ne doit pas être confondu avec The Rape of Europa (film).
The Rape of Europa
Le Pillage de l'Europe, sous-titré Les œuvres d'art volées par les nazis (titre original : The Rape of Europa: The Fate of Europe's Treasures in the Third Reich and the Second World War) est un livre de l'Américaine Lynn H. Nicholas publié en 1994 et un film documentaire sorti en 2006. Ce livre explore le pillage par les nazis de trésors artistiques dans les pays occupés et ses conséquences. Il couvre une série d'activités connexes : l'appropriation et le stockage par les nazis, la dissimulation patriotique et la contrebande pendant la Seconde Guerre mondiale, les découvertes par les Alliés, et les tâches extraordinaires de préservation, de suivi et de restitution par les officiers américains du Monuments, Fine Arts, and Archives program et leurs collègues. Lynn H. Nicholas a été décorée de la Légion d'Honneur par la France.
Malgré les récits réguliers de destruction imminente d'œuvres d'art, l'autrice raconte également une vénération pour l'art de la part de personnes de tous les côtés du conflit, et ce qui s'apparente à une activité désespérée et parfois héroïque. Les méchants, sans surprise, sont souvent les nazis, en particulier Adolf Hitler et Hermann Göring ; cependant, les activités des marchands d'art occidentaux sont souvent discutables, elles aussi.

## Contenu
Le livre est chronologique, commençant par des événements épars dans la décennie précédant la Seconde Guerre mondiale. À cette époque, les nazis utilisaient leur influence et leur argent pour acquérir des œuvres d'art, tandis que les marchands et le grand public anticipaient la guerre. La discussion de l'occupation nazie commence dans le troisième chapitre. Le milieu du livre traite du pillage nazi pendant la guerre, ainsi que des efforts des Soviétiques pour sauvegarder leurs trésors. Au milieu du livre, le rôle des organisations américaines et alliées est présenté, y compris la planification provisoire frustrante et le manque de ressources auxquels elles ont été confrontées. Le livre suit le chemin de la libération, les Alliés repoussant l'Axe, tandis que les œuvres d'art disparues sont recherchées et celles qui ont été récupérées conservées. Le livre se termine par des chapitres consacrés aux activités d'après-guerre : résolution des problèmes de propriété, coordination du retour des œuvres d'art volées et tentative de collecte de ce qui manque encore. La question de savoir à qui appartiennent les œuvres d'art en fin de compte est intrigante sur le plan philosophique. Comme cette dernière phase de récupération et de restitution est en cours, ce livre a une incidence sur les activités actuelles.

## Récompenses
Le livre a remporté le National Book Critics Circle Award en 1994, dans la catégorie la ouvrages généraux.

## Documentaire
The Rape of Europa est adapté en un film documentaire du même nom en 2006. Sa réalisation coûtera 1,3 million de dollar, la moitié souscrite par le National Endowment for the Humanities et le reste par le National Endowment for the Arts, ainsi que plusieurs autres fondations et un investisseur privé.
Parmi les vignettes présentées dans le film[pas clair] se trouve la réfugiée juive Maria Altmann, à qui en 2006 on a restitué le chef-d'œuvre de Gustav Klimt de 1907, le Portrait d'Adele Bloch-Bauer I.
Richard Berge, Nicole Newnham et Bonni Cohen sont nommés pour le Writers Guild of America Award du meilleur scénario de documentaire.

## Voir également